# Lilljärva
Lilljärva är en sjö i Härnösands kommun i Ångermanland och ingår i Indalsälvens huvudavrinningsområde.